# Серегіно (Калінінградська область)
Серегіно (рос. Серегино) — селище Зеленоградського району, Калінінградської області Росії. Входить до складу Переславського сільського поселення.
Населення — 5 осіб (2015 рік).

## Населення
| 2002 | 2010 |
| ---- | ---- |
| 8    | ↘5   |